# フェーネンダール〜フェーネンダール・クラシック
フェーネンダール〜フェーネンダール・クラシック (Veenendaal-Veenendaal Classic) は、オランダのフェーネンダールをスタートし、フェーネンダールをゴールとする自転車競技のロードレース。2010年まではUCIヨーロッパツアー1.HCカテゴリだったが、2011年は同1.1カテゴリに格下げされた。

## 概要
2006年まではフェーネンダール〜フェーネンダール (Veenendaal-Veenendaal)、2007年から2013年の間は、オランダ・フード・ヴァリー・クラシック (The Dutch Food Valley Classic)、2014年から2016年まではアルンヘム＝フェーネンダール・クラシック (Arnhem–Veenendaal Classic) という名称であった。2008年まではフェーネンダールを、2013年まではバルネフェルトを、2016年まではアルンヘムをスタート地点としていた。
1985年、当時9月上旬頃に開催されていたロードレース世界選手権の前哨戦として、オランダ王国自転車競技連合(KNWU)が設立。8月に開催された。初代優勝者はヨープ・ズートメルクであるが、ズートメルクは同年の世界選手権も制した。
1994年、フレッシュ・ワロンヌの翌日、リエージュ〜バストーニュ〜リエージュの数日前の開催日である、4月3ないし4週目の木曜日に移行。しかし、有力選手を両レースに取られることが多く、盛り上がりに欠けるようになったため、2004年に、パリ〜ルーベとアムステルゴールドレースとの間に開催を移行。だが、2005年に開始されたUCIプロツアーの影響を受け、今度は6月初旬に開催が移った。そして、2009年は5月16日に開催されたが、2010年は開始当初の開催時期となる8月に戻り、同月13日に行われた。途中に小さな石畳の登坂箇所もある。

## 歴代優勝者
| 年     | 選手名                       |
| ------ | ---------------------------- |
| 1985年 | ヨープ・ズートメルク         |
| 1987年 | ヨハン・カピオ               |
| 1988年 | ロニー・フラサクス           |
| 1989年 | ジャンポール・ファンポッペル |
| 1990年 | ウィーブレン・フェーンストラ |
| 1991年 | ウィーブレン・フェーンストラ |
| 1992年 | ジャック・ハネフラーフ       |
| 1993年 | ロブ・ミュルダース           |
| 1994年 | ヴィアチェスラフ・エキモフ   |
| 1995年 | オラフ・ルードヴィッヒ       |
| 1996年 | アンドレイ・チミル           |
| 1997年 | イェルン・ブライレヴェンス   |
| 1998年 | フランク・ホイ               |
| 1999年 | トリスタン・ホフマン         |

| 年     | 選手名                           |
| ------ | -------------------------------- |
| 2000年 | スティーヴン・デヨンフ           |
| 2001年 | スティーヴン・デヨンフ           |
| 2002年 | ボビー・トラクセル               |
| 2003年 | レオン・ファンボン               |
| 2004年 | シモーネ・カダムーロ             |
| 2005年 | ポール・ファンスハレン           |
| 2006年 | トム・ボーネン                   |
| 2007年 | シュテフェン・ラードホラ         |
| 2008年 | ローベルト・フェルスター         |
| 2009年 | ケニー・ファンヒュメル           |
| 2010年 | エドヴァルド・ボアソン・ハーゲン |
| 2011年 | テオ・ボス                       |
| 2012年 | テオ・ボス                       |
| 2013年 | エリア・ヴィヴィアーニ           |

| 年     | 選手名                                                     |
| ------ | ---------------------------------------------------------- |
| 2014年 | イヴ・ランパールト                                         |
| 2015年 | ディラン・フルーネヴェーヘン                               |
| 2016年 | ディラン・フルーネヴェーヘン                               |
| 2017年 | ルカ・メスゲッツ                                           |
| 2018年 | ディラン・フルーネヴェーヘン                               |
| 2019年 | ザッカリ・デンプスター                                     |
| 2020年 | 新型コロナウイルス感染症の世界的流行 (2019年-)により未開催 |
| 2021年 | 新型コロナウイルス感染症の世界的流行 (2019年-)により未開催 |
| 2022年 | ディラン・フルーネヴェーヘン                               |
| 2023年 | ディラン・フルーネヴェーヘン                               |
| 2024年 | トールド・グドメスタ                                       |